# Macarena Valdés
Yudy Macarena Valdés Muñoz (Hualañé, regió del Maule, Xile, 1984 - Tranguil, Panguipulli, regió de Los Lagos, Xile, 22 de agost de 2016) va ser una activista política ecofeminista xilena, que va liderar la lluita contra la instal·lació d'una central hidroelèctrica al riu Tranguil, i la mort de la qual es troba sent investigada com un possible assassinat. Després de la seva mort, ha estat considerada un estendard de la lluita ecofeminista a Xile, comparada amb altres líders com Berta Cáceres o Marielle Franco.

## Trajectòria
Va néixer a la ciutat xilena de Hualañé, a la regió del Maule, i va residir la major part de la seva vida a Santiago de Xile. El 2014, buscant poder viure d'acord a l'espiritualitat del poble maputxe, es va mudar amb la seva parella, Rubén Collío, i els seus fills, a la localitat xilena de Tranguil, a la regió de Los Ríos, lloc on es va integrar a la comunitat maputxe local Newen. Collío va ser triat werken per les comunitats, el que va suposar una destacada visibilitat per a ell i la seva família.
Davant la construcció d'una central hidroelèctrica al riu Tranguil, per part de l'empresa austríaca RP Global i la xilena SAESA, que va significar la tala del bosc natiu i la inundació de dos cementiris ancestrals (eltuwe), Collío es va posar al front de l'organització maputxe per denunciar i frenar el macroprojecte empresarial. Tant Valdés com la seva parella van encapçalar un seguit de manifestacions que van aconseguir que la Governació Provincial de Valdivia iniciés un diàleg amb l'empresa i les comunitats veïnes per fiscalitzar les obres. L'1 d'agost de 2016, Valdés i membres de les comunitats locals van tallar la ruta CH 201, una via nacional que accedeix a un dels passos fronterers amb l'Argentina.

## Mort i investigació
Valdés va ser vista per última vegada amb vida per la seva parella cap a les 13 hores del 22 d'agost de 2016. Pretesament havia d'acudir amb el seu fill menor -d'1 any i 8 mesos d'edat- a un control mèdic rutinari a la localitat de Liquiñe, en un autobús programat per a les 14:30 hores. Francisco, el seu fill gran, en aquell moment d'11 anys, va tornar abans d'hora a casa seva i la va trobar sense vida suspesa d'una corda lligada a una biga, amb el nadó present al lloc.
Collío va presentar una querella contra els que resultin responsables de la mort de Valdés. La investigació va ser encapçalada per la fiscal Alejandra Anabalón de la Fiscalia Local de Panguipulli. A la primera autòpsia realitzada pel Servei Mèdic Legal (SML) de Valdivia es va determinar la causa del traspàs com a «asfíxia per penjament» i que el cos no presentava lesions atribuïbles a tercers. En aquesta línia, la fiscalia va entrevistar a familiars llunyans de Valdés, als qui va inquirir sobre el seu estat psicològic, concloent que patia de depressió i donant per tancat el cas, sota la hipòtesi d'un suïcidi.
No obstant això, la seva família i la comunitat Newen de Tranguil van qüestionar des de bon principi aquesta hipòtesi, principalment per les amenaces de mort que havien rebut anteriorment per participar de manifestacions en contra de la construcció de la central hidroelèctrica. Un any després, contractat per la família de Valdés, el metge forense Luis Ravanal va realitzar una anàlisi pericial sobre l'autòpsia efectuada pel SML i va qüestionar el resultat, concloent que ja estava morta quan va ser penjada, perquè la pell del seu coll no tenia lesions vitals normals de penjament, i va recomanar l'exhumació del cos de Valdés perquè s'efectués una segona autòpsia. Arran d'aquest informe, la fiscalia, encapçalada pel fiscal Jaime Calfil, va reobrir el cas el 21 d'agost de 2017, i la segona autòpsia, encarregada pel mateix Ravanal l'octubre d'aquell any, va acabar concloent que «no es confirma l'existència de signes objectius que permetin sustentar que la víctima s'hagués trobat amb vida en el moment de ser suspesa per un cordill o llaç a nivell cervical». La segona autòpsia va incloure un estudi histopatològic d'una mostra de teixit de coll de Valdés, que es va demanar a la doctora Carmen Cerda del Departament de Medicina Legal de la Universitat de Xile, que va establir l'absència de lesions vitals microscòpiques observables a l'àrea estudiada, la qual cosa que significava que probablement la víctima estigués sense vida en el moment de ser penjada d'una biga. Recentment, a finals de 2018, es va canviar la descripció a «troballa de cadàver» però en aquest lapse de temps, la investigació no va avançar.
Ratificant les conclusions de la segona autòpsia, el patòleg britànic John Clark, va emetre un informe sobre la mort de Valdés el 12 d'agost de 2019, on va destacar la manca d'una descripció detallada de com va ser trobada morta i que les perícies inicials van ser deficients. Sobre la base dels elements científics disponibles, Clark va concloure que Valdés va morir d'estrangulament per lligadura, amb un objecte que algú més sostenia al voltant del seu coll i el premia amb força, i que després el cos va estar suspès per simular un suïcidi.

## Repercussions
Després de la seva mort, les feministes organitzades van ser les primeres a denunciar que havia estat assassinada i que això representava un feminicidi empresarial, és a dir, que Valdés va ser assassinada per ser dona maputxe i per defensar els béns comunals de les empreses que saquegen el territori, impulsant la campanya internacional «#FueHomicidio» i «#ALaNegraLaMataron», exigint justícia per a Macarena Valdés, consignes que van ser recollides en diverses manifestacions de diferents parts de Xile i del món.